# Зизифора жёсткая
Зизифо́ра жёсткая (лат. Ziziphóra rígida) — вид растений рода Зизифора (Ziziphora) семейства Яснотковые (Lamiaceae).

## Ботаническое описание
Полукустарник высотой 20—30 см, деревенеющий в нижних частях.
Стебли прямые, густо опушённые короткими волосками.
Листья плотные, толстоватые, ланцетные, часто вдвое сложенные, с точечными желёзками. Черешки во много раз короче пластинки; самые нижние прицветные листья почти такие же, как верхние стеблевые, на верхушке более коротко суженные, сидячие на расширенном черешке.
Соцветия расположены на концах стеблей и ветвей, плотноголовчатые, цветоножки коротковатые; цветок длиной 7—10 см, чашечка длиной 4—5 мм, зелёная, очень мелко опушённая, одетая рассеянными или густыми, коротковатыми или довольно длинными волосками, иногда достигающими в длину диаметра чашечки; венчик с выставленной трубкой и крупным отгибом, розовато-фиолетово-белый.
Плод — бледно-коричневый орешек 1,5 мм длиной.

## Распространение и экология
В России встречается только на Кавказе.
Произрастает на сухих каменистых и глинистых местах, реже на галечниках.

## Значение и применение
Химический состав изучен недостаточно. В надземной части содержится до 0,3 % эфирного масла с запахом пулегона.
Листья и верхушки цветущих стеблей придают рыбе пряный запах и вкус. На Кавказе, где имеются значительные запасы зизифоры жёсткой, она широко используется как пряно-ароматическое растение.
Ценный медонос.

## Классификация
Вид Зизифора жёсткая входит в род Зизифора (Ziziphora) подсемейство Котовниковые (Nepetoideae) семейства Яснотковые (Lamiaceae) порядка Ясноткоцветные (Lamiales).
|  |                                      |  |                                                             |                                                             |                      |  | ещё 14 семейств (согласно Системе APG II) | ещё 14 семейств (согласно Системе APG II) |                           |  |  |  | ещё более 80 родов | ещё более 80 родов   |  |  |
|  |                                      |  |                                                             |                                                             |                      |  | ещё 14 семейств (согласно Системе APG II) | ещё 14 семейств (согласно Системе APG II) |                           |  |  |  | ещё более 80 родов | ещё более 80 родов   |  |  |
|  |                                      |  |                                                             | порядок Ясноткоцветные                                      |                      |  |                                           |                                           | подсемейство Котовниковые |  |  |  |                    | вид Зизифора жёсткая |  |  |
|  |                                      |  |                                                             | порядок Ясноткоцветные                                      |                      |  |                                           |                                           | подсемейство Котовниковые |  |  |  |                    | вид Зизифора жёсткая |  |  |
|  | отдел Цветковые, или Покрытосеменные |  |                                                             |                                                             | семейство Яснотковые |  |                                           |                                           | род Зизифора              |  |  |  |                    |                      |  |  |
|  | отдел Цветковые, или Покрытосеменные |  |                                                             |                                                             |                      |  |                                           |                                           |                           |  |  |  |                    |                      |  |  |
|  |                                      |  | ещё 44 порядка цветковых растений (согласно Системе APG II) | ещё 44 порядка цветковых растений (согласно Системе APG II) |                      |  |                                           | еще 7 подсемейств                         | еще 7 подсемейств         |  |  |  | ещё около 8 видов  |                      |  |  |
|  |                                      |  |                                                             | ещё 44 порядка цветковых растений (согласно Системе APG II) |                      |  |                                           |                                           | еще 7 подсемейств         |  |  |  |                    |                      |  |  |